# Viktor Poutchkov
Pour les articles homonymes, voir Poutchkov.
Viktor Ivanovitch Poutchkov - en russe : Виктор Иванович Пучков et en anglais : Viktor Puchkov - (né le 10 mars 1944 en République socialiste fédérative soviétique de Russie) est un joueur professionnel russe de hockey sur glace. Il évolue au poste de gardien de but.

## Biographie

### Carrière en club
Il a évolué dans le championnat d'URSS avec l'Avtomobilist Sverdlovsk. Il dispute 137 matchs en élite.

### Carrière internationale
Il représente l'URSS à cinq reprises entre 1968 et 1969. Il remporte les championnats du monde en 1969.